# Géographie des Alpes
 (mars 2012).
Si vous disposez d'ouvrages ou d'articles de référence ou si vous connaissez des sites web de qualité traitant du thème abordé ici, merci de compléter l'article en donnant les références utiles à sa vérifiabilité et en les liant à la section « Notes et références ».

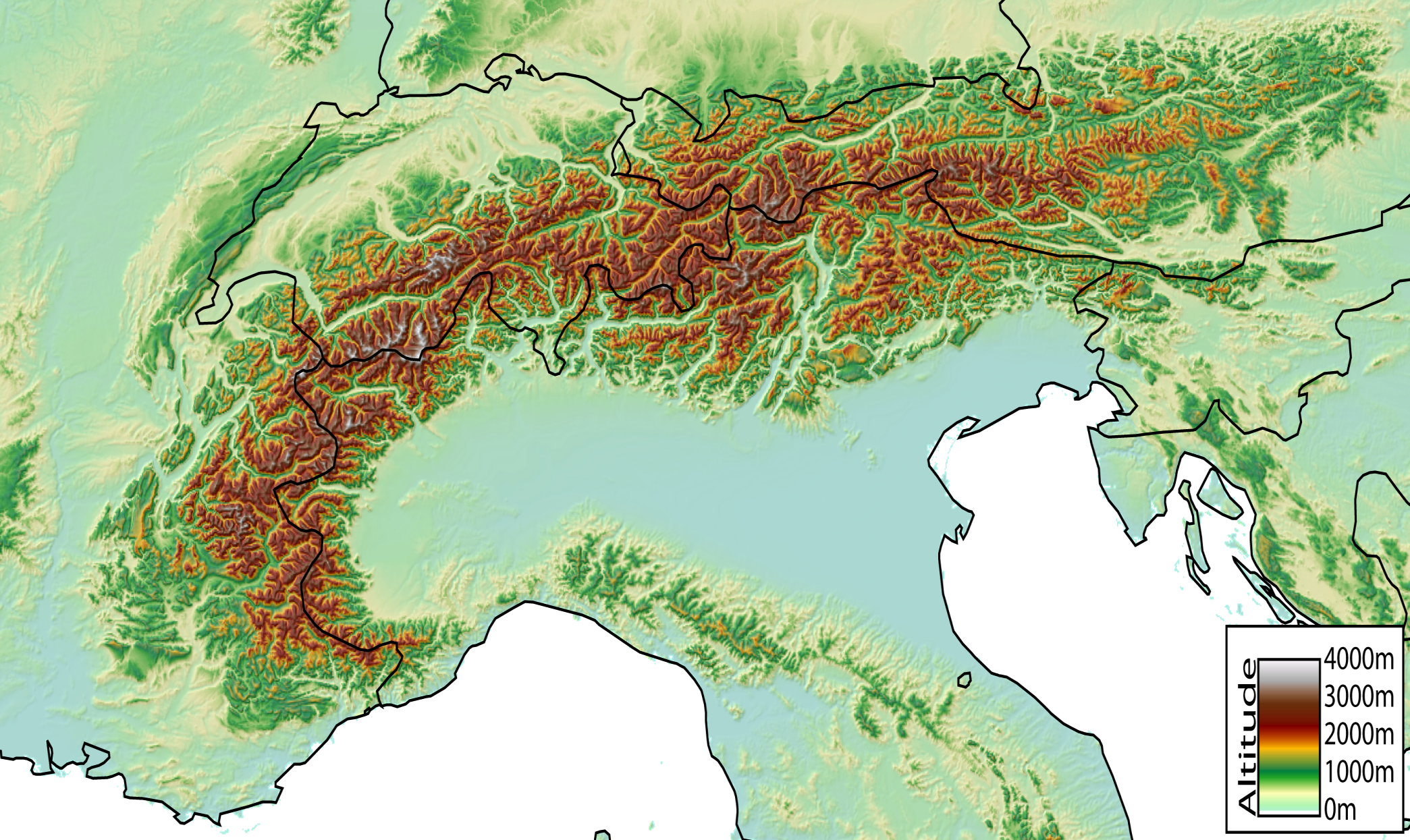
Modèle numérique de terrain des Alpes.

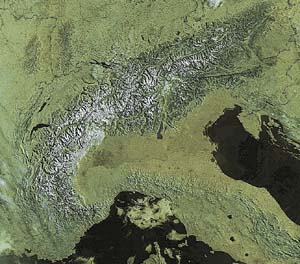
Photo satellite des Alpes.

Le massif des Alpes est un ensemble montagneux s'étendant sur plus d'un millier de kilomètres en Europe centrale. Il est partagé par huit pays : l'Italie, la France, Monaco, la Suisse, l'Autriche, le Liechtenstein, l'Allemagne, et la Slovénie.
Il est communément admis que le massif des Alpes, en forme de croissant, commence côté sud-ouest en Italie, au col d'Altare qui le sépare des Apennins, et se termine côté nord-est en Autriche, dans le bassin de Vienne qui le sépare des Carpates.
Avec de nombreux sommets de plus de 4 000 m, des cols peu nombreux et des hivers rigoureux, les montagnes du massif des Alpes ont constitué — et constituent encore — une barrière naturelle importante. Mais cette chaîne de montagnes est la plus peuplée et la plus industrialisée du monde grâce à sa position géographique au cœur de l'Europe de la révolution industrielle.

## Les massifs d’un bout à l’autre de la chaîne
La chaîne des Alpes peut se subdiviser en différents massifs.

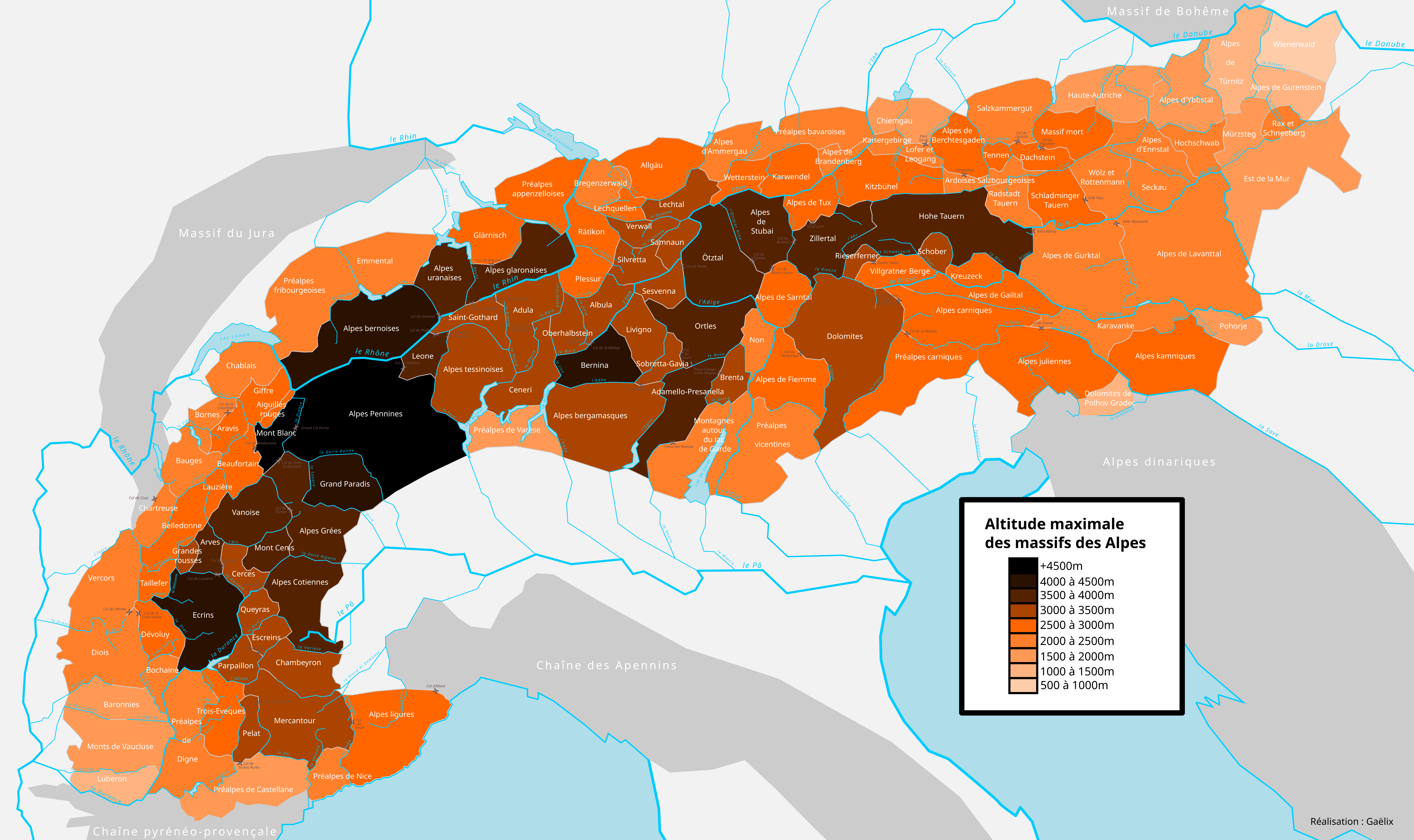
Carte des différents massifs alpins.

## Structure
Les Alpes font partie des chaînes alpines péri-téthysiennes, formées pendant le Mésozoïque et le Cénozoïque, qui s’étendent du Maghreb (par exemple le Haut Atlas marocain) à l’Extrême-Orient (Himalaya). Les Alpes proprement dites s’étendent sur un millier de kilomètres, entre Gênes et Vienne, avec une largeur comprise entre 100 et 400 km.

## Délimitations générales

Les 26 sections de la Partizione delle Alpi.

La chaîne alpine est prolongée au sud-est par les Apennins, en Italie. La limite traditionnelle entre les deux massifs est située au col d'Altare (458 m), en Ligurie. À l'est, le bassin de Vienne sépare les Alpes orientales de l'arc des Carpates ; les deux ensembles montagneux partagent les mêmes origines tectoniques et géologiques.
Selon la classification traditionnelle italienne du système alpin, la « Partition des Alpes » (Partizione delle Alpi) formulée en 1924 durant le IXe Congrès géographique italien et officialisée en 1926, les Alpes peuvent être subdivisées sur des critères géographiques, géologiques et topologiques, en trois entités distinctes :
- les Alpes occidentales, qui forment un arc de la mer Méditerranée au Petit col Ferret (2 486 m) entre le Valais (la vallée du Rhône) et la vallée d'Aoste, dont le point culminant est le mont Blanc, 4 806 m ;
- les Alpes centrales, du Petit col Ferret au col du Brenner, qui culminent à 4 634 m au mont Rose ;
- les Alpes orientales, du col du Brenner à Vienne et au haut plateau du Carso (Karst) en Slovénie, avec pour point culminant le Grossglockner à 3 798 m.

Cette classification a également servi de base à la subdivision des Alpes suisses, aussi appelées « Alpes centrales », entre le Valais et les Grisons.

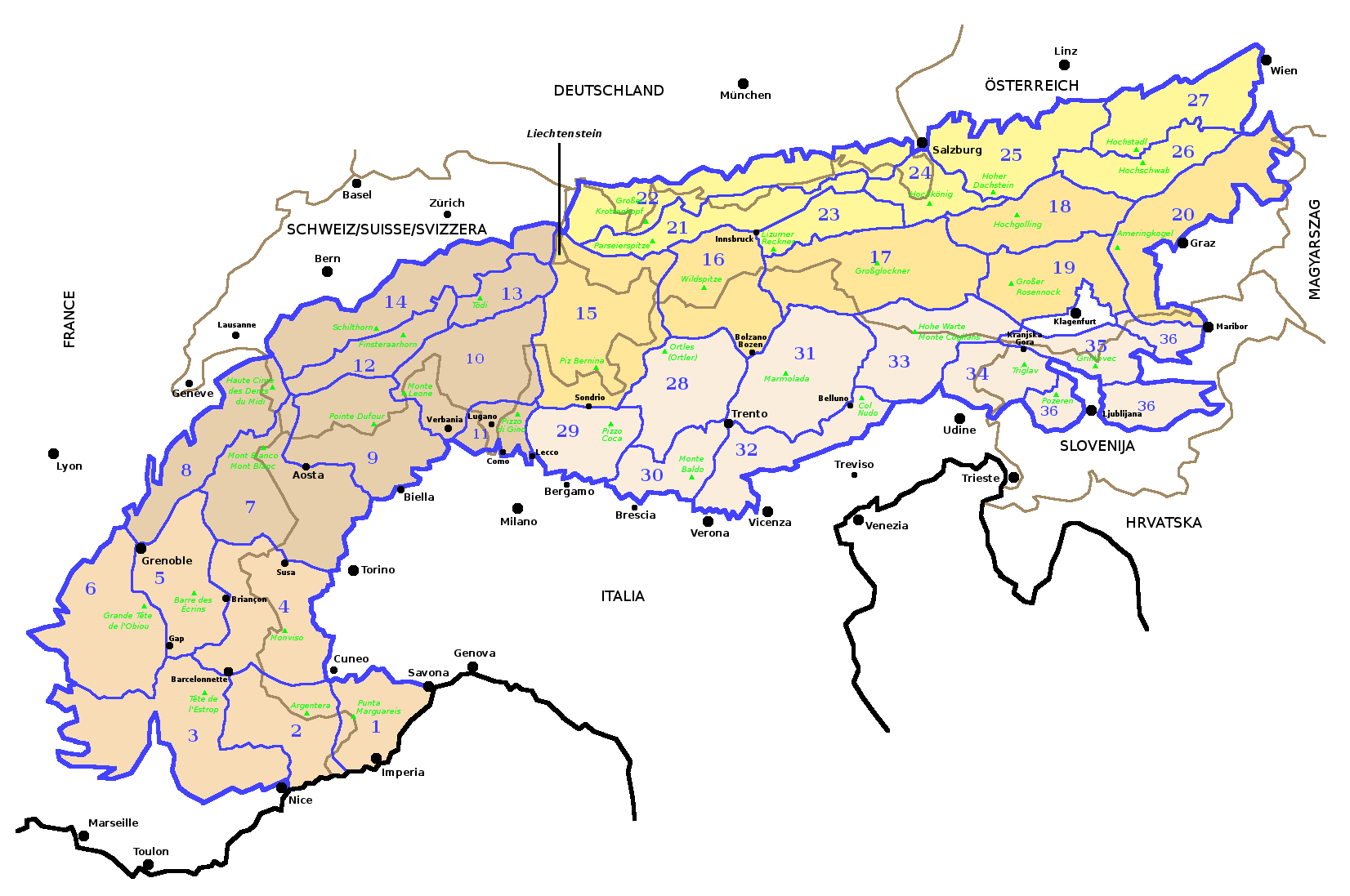
Les 36 sections de la SOIUSA.

La division tripartite fait l'objet de critiques et il existe d'autres classifications : dans la littérature germanophone, une séparation en deux parties, Alpes occidentales et Alpes orientales, est d'usage. Cette segmentation s'oriente sur les différences géologiques et géomorphologiques exposées le long de la frontière entre l'Autriche et la Suisse au Rhin alpin et vers le sud jusqu'au lac de Côme. Le principe est répandu en particulier par la classification orographique des Alpes orientales développée par les clubs alpins allemand, autrichien et sud-tyrolien (Alpenvereinseinteilung der Ostalpen, AVE).
La proposition récente de la subdivision orographique internationale unifiée du système alpin (Suddivisione Orografica Internazionale Unificata del Sistema Alpino, SOIUSA), présentée en 2005 et publiée dans les revues spécialisées, vise à normaliser les diverses subdivisions alpines nationales afin d'aboutir à un résultat acceptable par l'ensemble des pays de l'arc alpin. Cette nouvelle subdivision affecte une extension et des limites différentes et une nouvelle répartition interne.

### Alpes occidentales

Massifs des Alpes occidentales.

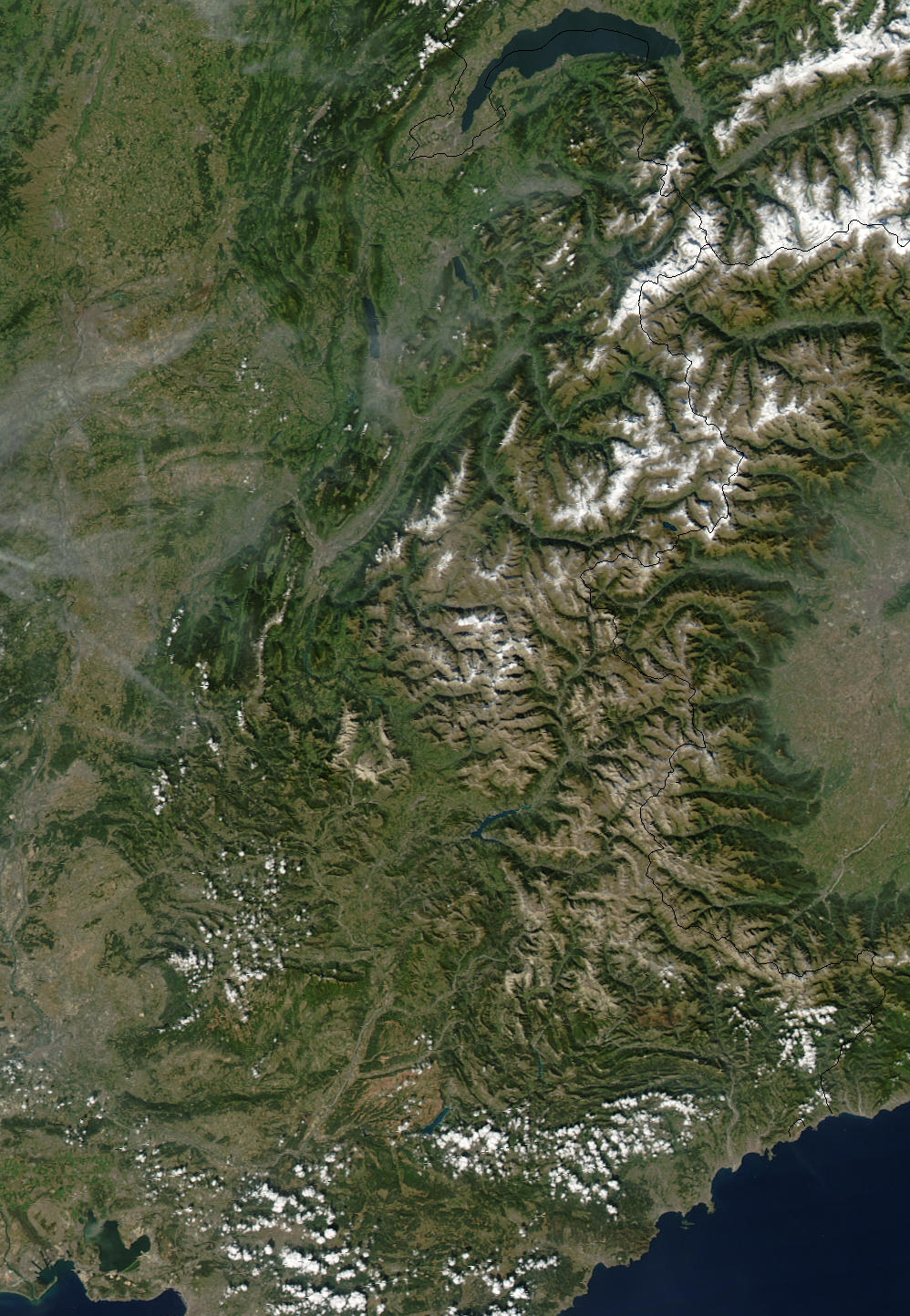
Photo satellite des Alpes occidentales (NASA, 26 octobre 2002).

Du nord au sud, et du Petit col Ferret au col d'Altare :
- Préalpes de Savoie (dents du Midi, 3 257 m)
  - Massif du Chablais
  - Massif du Giffre
  - Aiguilles Rouges
  - Massif des Bornes
  - Chaîne des Aravis
  - Massif des Bauges
  - Massif de la Chartreuse
- Alpes grées (mont Blanc, 4 806 m)
  - Massif du Mont-Blanc
  - Massif du Beaufortain
  - Alpes grées (sens restreint)
  - Massif de la Lauzière
  - Massif de la Vanoise
  - Massif du Grand-Paradis
- Alpes du Dauphiné (barre des Écrins, 4 101 m)
  - Chaîne de Belledonne
  - Grandes Rousses
  - Massif des Arves
  - Massif du Taillefer
  - Massif des Écrins
- Alpes cottiennes (mont Viso, 3 841 m)
  - Massif du Mont-Cenis
  - Massif des Cerces
  - Massif du Queyras
  - Alpes cottiennes (sens restreint)
  - Massif d'Escreins
  - Massif du Parpaillon
  - Massif de Chambeyron
- Préalpes du Dauphiné (Grande Tête de l'Obiou, 2 789 m)
  - Massif du Vercors
  - Massif du Diois
  - Massif du Dévoluy
  - Bochaine
  - Massif des Baronnies
- Alpes de Provence (tête de l'Estrop, 2 961 m)
  - Massif des Trois-Évêchés
  - Préalpes de Digne
  - Préalpes de Castellane
- Alpes maritimes (mont Argentera, 3 297 m)
  - Massif du Mercantour-Argentera
  - Massif du Pelat
  - Préalpes de Grasse
  - Préalpes de Nice
- Alpes ligures (pointe Marguareis, 2 650 m)
- Préalpes de Provence (mont Ventoux, 1 910 m)
  - Monts de Vaucluse
  - Massif du Luberon

### Alpes centrales

Massifs des Alpes suisses occidentales.

Du sud-ouest au nord-est, et du Petit col Ferret au Rhin alpin :
- Alpes pennines (pointe Dufour, 4 634 m)
  - Massif des Mischabels
  - Mont Rose
  - Préalpes biellaises
- Alpes bernoises (Finsteraarhorn, 4 274 m)
  - Gastlosen
  - Les Diablerets
  - Aar-Gothard
  - Préalpes bernoises
  - Préalpes fribourgeoises
- Alpes uranaises (Dammastock, 3 631 m)
  - Massif du Saint-Gothard
- Alpes lépontines (Monte Leone, 3 552 m)
  - Alpes tessinoises
    - Massif du Monte Leone
    - Massif du Saint-Gothard

  - Adula
    - Massif du Ceneri
- Alpes glaronaises (Piz Russein, 3 613 m)
  - Tödi
  - Rossberg
- Préalpes appenzelloises (Säntis, 2 502 m)
  - Alpstein
  - Churfirsten
  - Tösstal

Massifs de l'est du Rhin alpin au col du Brenner, également comptés dans les Alpes orientales :

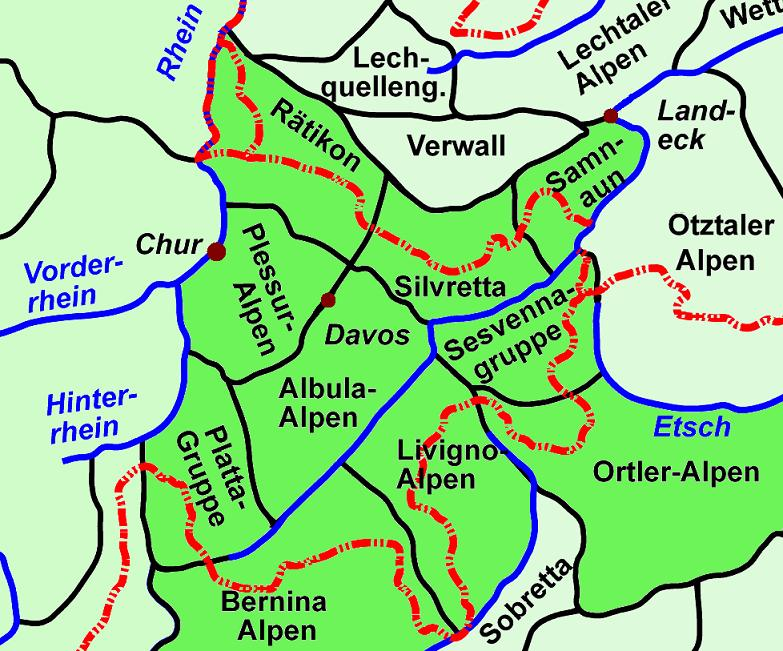
Carte des Alpes suisses orientales.

- Alpes rhétiques (Piz Bernina, 4 048 m)
  - massif de Rätikon
  - massif de Verwall
  - massif de Samnaun
  - massif de Silvretta
  - chaîne de Plessur
  - chaîne de l'Albula
  - chaîne de l'Oberhalbstein
  - chaîne de Sesvenna
  - chaîne de Livigno
  - chaîne de la Bernina
  - massif de l'Ortles
  - massif de Sobretta-Gavia
  - massif de Non
  - massif d'Adamello-Presanella
  - massif de Brenta
- Alpes atésines (Wildspitze, 3 768 m)
  - Alpes de l'Ötztal
  - Alpes de Stubai
  - Alpes sarentines
- Alpes bavaroises (Parseierspitze, 3 036 m)
  - massif du Bregenzerwald
  - massif de Lechquellen
  - Alpes d'Allgäu
  - Alpes de Lechtal
  - Alpes d'Ammergau
  - Wetterstein
  - Karwendel
  - Préalpes bavaroises
  - Alpes de Brandenberg
- Préalpes lombardes (Pizzo di Coca, 3 052 m)
  - Préalpes luganaises
  - Alpes bergamasques
  - montagnes autour du lac de Garde

### Alpes orientales
De l'ouest à l'est, et du col du Brenner au bassin de Vienne :
- Alpes noriques (Grossglockner, 3 798 m)
  - Alpes de Tux
  - Alpes de Zillertal
  - Alpes de Kitzbühel
  - Hohe Tauern
  - Niedere Tauern
  - Alpes de Gurktal
  - Alpes de Lavanttal
- Dolomites (Marmolada, 3 343 m)
  - Alpes de Fiemme
  - Préalpes vicentines
- Alpes carniques (Monte Coglians, 2 780 m)
  - Alpes de Gailtal
  - Alpes carniques (crête principale)
  - Préalpes carniques
- Alpes juliennes (Triglav, 2 864 m)
  - Karavanke
  - Alpes kamniques
  - Pohorje
- Alpes salzbourgeoises (Hoher Dachstein, 2 995 m)
  - Kaisergebirge
  - Massifs de Lofer et Leogang
  - Alpes du Chiemgau
  - Alpes de Berchtesgaden
  - Massif de Tennen
  - Massif du Dachstein
  - Massif du Salzkammergut
- Alpes autrichiennes (Grosser Priel, 2 515 m)
  - Massif mort
  - Préalpes de Haute-Autriche
  - Alpes d'Ennstal
  - Alpes d'Ybbstal (Ötscher)
  - Massif du Hochschwab
  - Alpes de Mürzsteg
  - Alpes de Türnitz
  - Rax et Schneeberg
  - Alpes de Gutenstein
  - Wienerwald

Selon la classification orographique des Alpes développée par les clubs alpins (AVE), les Alpes orientales s'étendent du Rhin alpin et du col du Splügen à l'ouest au bassin de Vienne à l'est. Elles se divisent en :
- Alpes orientales centrales
  - Alpes rhétiques
  - Alpes atésines
  - Alpes noriques
- Préalpes orientales septentrionales
  - Alpes bavaroises
  - Alpes salzbourgeoises
  - Alpes autrichiennes
- Préalpes orientales méridionales
  - Préalpes lombardes
  - Dolomites
  - Alpes carniques
  - Alpes juliennes

## Principaux sommets

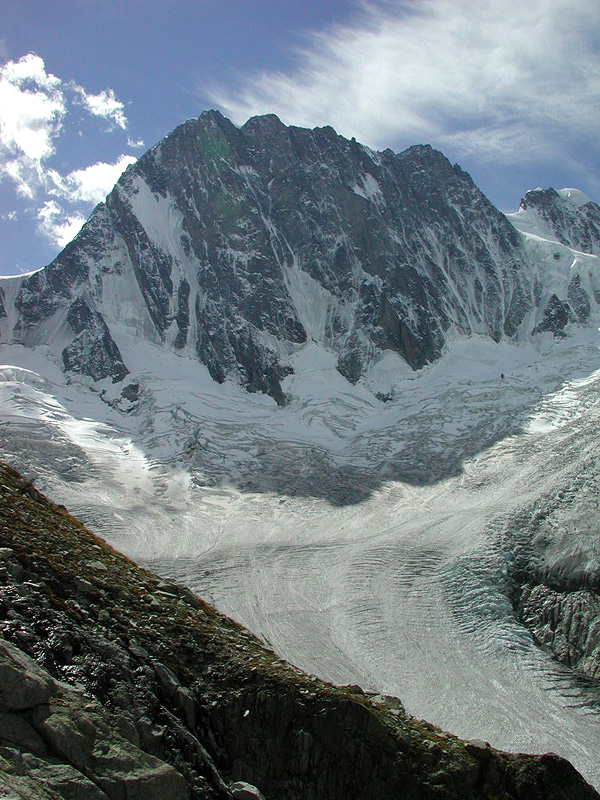
La face nord des Grandes Jorasses (4208 m).

Les Alpes comprennent 82 sommets majeurs et 46 sommets mineurs de plus de 4 000 m. Voir à ce sujet les sommets des Alpes de plus de 4 000 mètres d'altitude.
Elles donnent leurs points culminants à tous les pays où leur territoire s'étend :
- France : Mont Blanc (4 806 m) ;
- Italie : Mont Blanc ;
- Suisse : Pointe Dufour (4 634 m) ;
- Autriche : Grossglockner (3 798 m) ;
- Allemagne : Zugspitze (2 962 m) ;
- Slovénie : Triglav (2 864 m) ;
- Liechtenstein : Grauspitz (2 599 m) ;
- Monaco : point culminant à 164 m, sur les contreforts du mont Agel (1 151 m).

Le mont Blanc est aussi le point culminant de l'Union européenne.

## Principaux cols routiers
| Nom                         | Altitude | Pays              |
| --------------------------- | -------- | ----------------- |
| col de l'Iseran             | 2 764 m  | France            |
| col du Stelvio              | 2 758 m  | Italie            |
| col Agnel                   | 2 744 m  | France - Italie   |
| col de la Bonette           | 2 715 m  | France            |
| col du Galibier             | 2 642 m  | France            |
| col du Gavia                | 2 618 m  | Italie            |
| col du Nivolet              | 2 567 m  | Italie            |
| col de l'Umbrail            | 2 503 m  | Suisse - Italie   |
| col du Nufenen              | 2 478 m  | Suisse            |
| col du Rombo ou Timmelsjoch | 2 474 m  | Italie - Autriche |
| col du Grand-Saint-Bernard  | 2 469 m  | Suisse - Italie   |
| col de la Furka             | 2 429 m  | Suisse            |
| col de la Flüela            | 2 383 m  | Suisse            |
| col d'Izoard                | 2 362 m  | France            |
| col de la Lombarde          | 2 347 m  | France - Italie   |
| col de la Bernina           | 2 328 m  | Suisse            |
| col de la Cayolle           | 2 324 m  | France            |
| col de Livigno              | 2 315 m  | Italie            |
| col de l'Albula             | 2 312 m  | Suisse            |
| col de Foscagno             | 2 291 m  | Italie            |
| col du Julier               | 2 284 m  | Suisse            |
| col de Sampeyre             | 2 284 m  | Italie            |
| col du Susten               | 2 259 m  | Suisse            |
| col d'Allos                 | 2 240 m  | France            |
| col Pordoi                  | 2 239 m  | Italie            |
| col de Giau                 | 2 233 m  | Italie            |
| col de la Platrière         | 2 220 m  | France            |
| col Sella                   | 2 213 m  | Italie            |
| col du Petit-Saint-Bernard  | 2 188 m  | France - Italie   |
| col du Finestre             | 2 178 m  | Italie            |
| col de Valparola            | 2 168 m  | Italie            |
| col du Grimsel              | 2 164 m  | Suisse            |
| col de l'Ofen               | 2 149 m  | Suisse            |
| col Gardena                 | 2 121 m  | Italie            |
| col du Splügen              | 2 115 m  | Suisse - Italie   |
| col de Vars                 | 2 108 m  | France            |
| col du Saint-Gothard        | 2 107 m  | Suisse            |
| col de Falzarego            | 2 105 m  | Italie            |
| col de Monte Giovo          | 2 093 m  | Italie            |
| col du Mont-Cenis           | 2 085 m  | France            |
| col du San Bernardino       | 2 067 m  | Suisse            |
| col de la Croix-de-Fer      | 2 065 m  | France            |
| col du Lautaret             | 2 057 m  | France            |
| passo Fedaia                | 2 056 m  | Italie            |
| col des Champs              | 2 045 m  | France            |
| col de l'Oberalp            | 2 044 m  | Suisse            |
| col de Sestrières           | 2 035 m  | Italie            |
| col Valles                  | 2 031 m  | Italie            |
| col du Simplon              | 2 006 m  | Suisse            |
| col de la Madeleine         | 1 993 m  | France            |
| passo delle Erbe            | 1 987 m  | Italie            |

### Plus hautes routes (goudron)
- 2 829 m : Ötztaler Gletscherstraße (Autriche)
- 2 802 m : route de la Bonette (France)
- 2 504 m : Haute route alpine du Großglockner (Autriche)

## Les régions des Alpes

### Landalpin d’Allemagne
- Bavière (Zugspitze 2 962 m)

### Landsalpins enAutriche
- Vorarlberg (Piz Buin, 3 312 m)
- Tyrol (Grossglockner, 3 798 m)

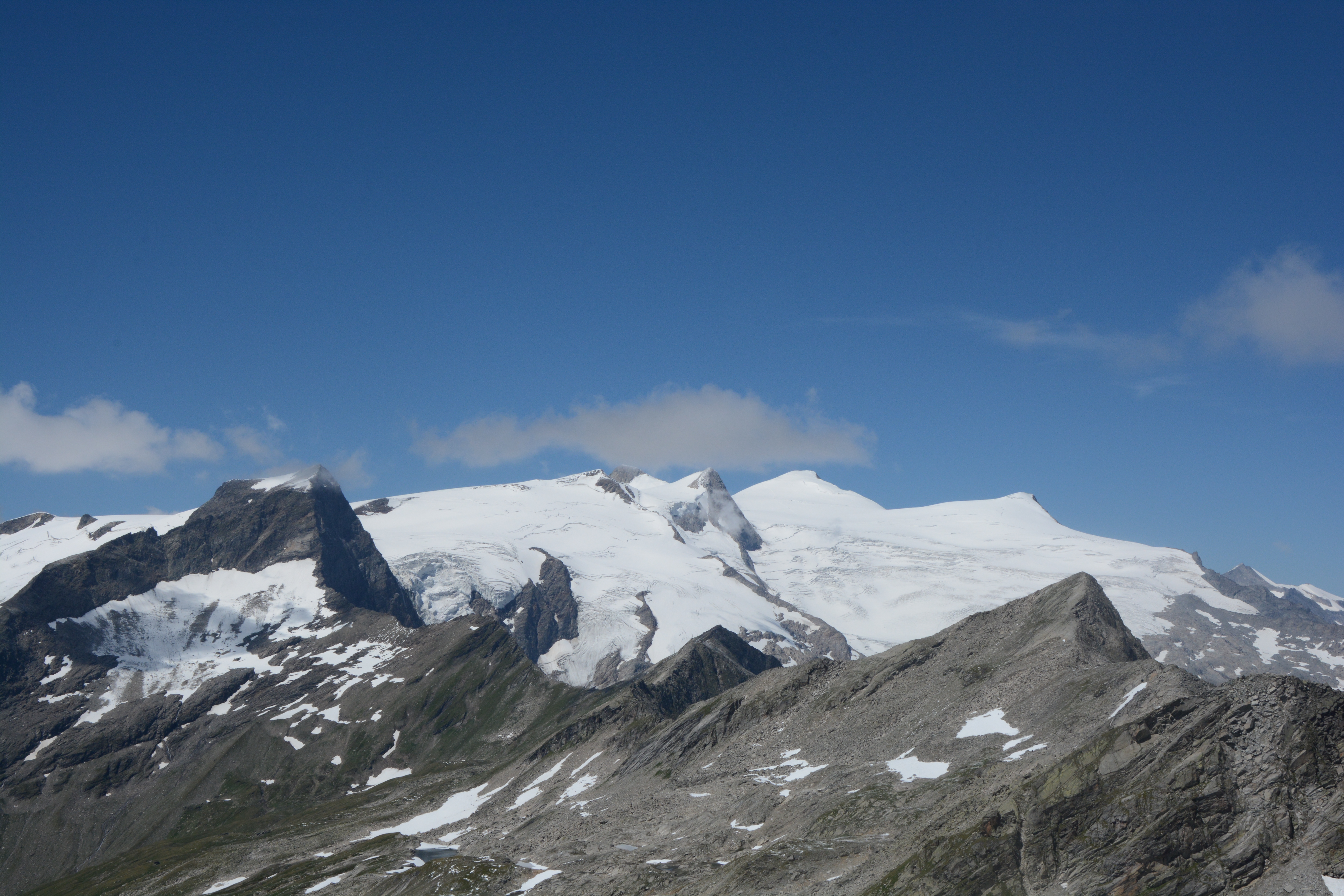
L'Innerer (2882 m) et l'Äusserer Knorrkogel (2920 m), au Tyrol.

- Land de Salzbourg (Grossvenediger, 3 657 m)
- Carinthie (Grossglockner, 3 798 m)
- Haute-Autriche (Hoher Dachstein, 2 995 m)
- Styrie (Hoher Dachstein, 2 995 m)
- Basse-Autriche (Schneeberg, 2 076 m)

### Départementsalpins enFrance
(du nord au sud, avec indication des points culminants)
- Haute-Savoie (mont Blanc, 4 806 m)
- Savoie (pointe de la Grande Casse, 3 855 m)
- Isère (pic Lory, 4 087 m)
- Drôme (rocher Rond, 2 453 m)
- Hautes-Alpes (barre des Écrins, 4 101 m)
- Alpes-de-Haute-Provence (aiguille de Chambeyron, 3 412 m)
- Alpes-Maritimes (le Gélas, 3 143 m)
- Vaucluse (mont Ventoux, 1 910 m)
- Var (montagne de Lachens, 1 712 m)

### Régionsalpines enItalie
(d'ouest en est, avec indication des points culminants)
- Ligurie (mont Saccarel, 2 200 m)
- Piémont (pointe Gnifetti, 4 553 m)
- Vallée d'Aoste (mont Blanc de Courmayeur, 4 748 m ou mont Blanc, 4 806 m)
- Lombardie (la Spedla, 4 018 m)
- Trentin-Haut-Adige (Ortles, 3 905 m)
- Vénétie (Marmolada, 3 342 m)
- Frioul-Vénétie Julienne (Monte Coglians, 2 780 m)

### Principales régions alpines enSlovénie
- Basse-Styrie
- Carinthie (Grintovec, 2 558 m)
- Haute-Carniole (Triglav, 2 864 m)
- Goriška (Triglav, 2 864 m)

### Cantonsalpins enSuisse
(d'ouest en est, avec indication des points culminants)
- Vaud (quart sud-est du canton, Les Diablerets, 3 210 m)
- Fribourg (sud du canton, Vanil Noir, 2 389 m)
- Valais (pointe Dufour, 4 634 m)
- Berne (sud du canton, Finsteraarhorn, 4 274 m)
- Lucerne (sud du canton, Brienzer Rothorn, 2 348 m)
- Obwald (Titlis, 3 238 m)
- Nidwald (Rotstöckli, 2 900 m)
- Uri (Dammastock, 3 631 m)
- Tessin (Rheinwaldhorn, 3 402 m)
- Schwytz (Bös Fulen, 2 801 m)
- Grisons (Piz Bernina, 4 048 m)
- Glaris (Tödi, 3 613 m)
- Saint-Gall (sud du canton, Ringelspitz, 3 247 m)
- Appenzell Rhodes-Extérieures (Säntis, 2 502 m)